# Nennesmo
Nennesmo este o arie protejată (arie specială de conservare — SAC, sit de importanță comunitară — SCI) din Suedia întinsă pe o suprafață de 59,1 ha, integral pe uscat.

## Localizare
Centrul sitului Nennesmo este situat la coordonatele 57°12′24″N 13°32′34″E / 57.2066°N 13.5427°E.

## Înființare
Situl Nennesmo a fost declarat sit de importanță comunitară în iulie 2000 pentru a proteja un număr necunoscut de specii din flora spontană și fauna sălbatică aflate în arealul zonei. Situl a fost protejat și ca arie specială de conservare în martie 2011.

## Biodiversitate
Situată în ecoregiunea boreală, aria protejată conține 3 habitate naturale: Mlaștini împădurite, Turbării active, Taiga vestică.
La baza desemnării sitului se află un număr nedeclarat de specii protejate.